# Azul y Blanco (Nicaragua)
Azul y Blanco fue un periódico semanal de noticias y acontecimientos internacionales con sede y publicado en Matagalpa, Nicaragua.
Su director y redactor jefe en 1909 era Samuel Moya.